# バーティカルバー
バーティカルバー（英: vertical bar）は、約物のひとつで、「|」と書き表される。Unicode名称はバーティカルライン (vertical line)。縦線とも呼ばれる。コンピュータ言語や数学などで主に使用される記号で、自然言語ではほとんど使用されない。

## ブロークンバー

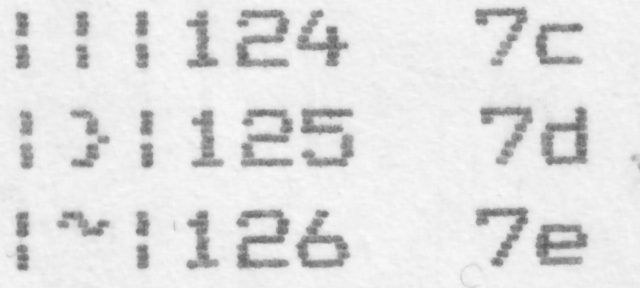
古いドットプリンターで印刷したバーティカルバー (7C/1行目)。

バーティカルバーの中央が切断されている記号「¦」は、ブロークンバー (英: broken bar)またはブロークンバーティカルバー (英: broken vertical bar) という。破断線とも呼ばれる。
現在ではUnicodeやLatin-1はこの文字に独立した符号を与えているが、歴史的には独立した文字ではなく、バーティカルバーをラテン文字の「I（大文字アイ）」や「l（小文字エル）」などと区別するために作られた別字形だった。そのため、いくつかの古いレンダリングエンジンはバーティカルバーをブロークンバーのグリフで表示する。

## 用法

### 数学
- |x|の形で、絶対値の記号として用いる。
- {x|x<2}の形で、定義を表す。
- P(A|B)の形で、「Bという条件のもとでAとなる確率」という条件付き確率を表す。
- d|nの形で、「dはnの約数である」ことを示す。

### 物理学
- 〈φ|ψ〉, 〈φ|, |ψ〉 は、ブラ・ケット記法。

### コンピュータ
- UNIXやMS-DOSではパイプの記号として用いる。
- C言語やその影響を受けている言語では、1本(|)でOR演算子、2本(||)で論理和演算子として用いられる。
- 正規表現やバッカス・ナウア記法では「選択」、すなわち、左右の書式のいずれかを選べることを意味する。
- PL/IやSQLでは、2連のバーティカルバー (||) は文字列連結演算子である（ただしこの演算子をサポートしないSQLエンジンは多い）。
- MediaWikiにおいては、ウィキテキストにおける内部リンク先の表示名称と実際のページ名称を区別する際に用いられる。

### 自然言語
国際音声記号 (IPA) で歯吸着音を表す。Unicodeでは属性が（記号でなく）文字の U+01C0 latin letter dental click「ǀ」を使う。

## 符号位置
| 記号 | Unicode | JIS X 0213  | 文字参照                | 名称                       |
| ---- | ------- | ----------- | ----------------------- | -------------------------- |
| \|   | U+007C  | 1-1-35      | &vert; &#x7C; &#124;    | 縦線 VERTICAL LINE         |
| ¦    | U+00A6  | 1-9-5       | &brvbar; &#xA6; &#166;  | 破断線 BROKEN BAR          |
| ǀ    | U+01C0  | ‐           | &#x1C0; &#448;          | LATIN LETTER DENTAL CLICK  |
| ∣    | U+2223  | ‐           | &smid; &#x2223; &#8739; | DIVIDES                    |
| ｜   | U+FF5C  | 1-1-35 包摂 | &#xFF5C; &#65372;       | 縦線（全角） VERTICAL LINE |
| ￤   | U+FFE4  | 1-9-5 包摂  | &#xFFE4; &#65508;       | 破断線（全角） BROKEN BAR  |